# منتدى الاستثمار السوري السعودي 2025
منتدى الاستثمار السوري السعودي 2025 منتدى أعلنت عنه وزارة الاستثمار السعودية بتوجيه من ولي العهد الأمير محمد بن سلمان بن عبد العزيز آل سعود بتاريخ 27 محرم 1447هـ - الموافق - 22 يوليو 2025م، وأطلق في 29 محرم 1447هـ - الموافق - 24 يوليو 2025م، ويُقام في دمشق عاصمة الجمهورية العربية السورية بالتنسيق مع اتحاد الغرف ليجذب استثمارات قطاعي المملكة العربية السعودية العام والخاص، إذ تُوقّع فيه 47 اتفاقية ومذكرة تفاهم بأكثر من 24 مليار ريال سعودي من أكثر من 130 مستثمر و100 شركة من القطاع الخاص من مختلف القطاعات التجارية و20 جهة حكومية قادمين في وفد رفيع المستوى، وذلك عبر حصر الشركات الراغبة في الاستثمار في سوريا وتنظيم عدد من ورش العمل، وقد أعلنت السفارة السعودية في سوريا في يومها عن إتاحة تراخيص السفر للراغبين من رجال الأعمال والمستثمرين السعوديين والسوريين بما يسمح لهم تبادل الزيارات واستكشاف الفرص الاستثمارية، ويهدف المنتدى إلى توقيع اتفاقيات تعزز التنمية المستدامة وتسريع تعافي الدولة السورية بعد رفع العقوبات الدولية وتعزيز اقتصادها وتنمية العلاقات بين البلدين.

## خلفية
تستهدف زيارة الأعمال للوفد السعودي رفيع المستوى الذي وصل سوريا بتاريخ 23 يوليو 2025م وبرئاسة وزير الاستثمار السعودي خالد بن عبد العزيز الفالح تدشين مرحلة جديدة من التعاون الاستثماري بين المملكة وسوريا، حيث توقّع فيه 47 اتفاقية تجارية بقيمة تفوق 24 مليار ريال سعودي خلال المنتدى، من بينها مشروع مصنع فيحاء للإسمنت الأبيض في مدينة عدرا الصناعية بريف دمشق، وذلك في إطار دعم قطاع الاسمنت وتوسيع قاعدة الإنتاج بما يدعم مرحلة إعادة الاعمار، ووصل إجمالي استثمارات المستثمرين السوريين في المملكة يتجاوز 10 مليارات ريال، وقُرّر أن الاتفاقيات الموقعة ستدخل حيز التنفيذ بسرعة، وتعتبر الزيارة الرسمية الأكبر من نوعها منذ استئناف العلاقات بين البلدين.

## الاتفاقيات ومذكرات التفاهم

### في سوريا[4]
- مصنع فيحاء للإسمنت الأبيض في مدينة عدرا الصناعية بريف دمشق الذي وضع حجر أساسه في 23 يوليو 2025م،.
- الإعلان عن برج الجوهرة بمساحة 25 ألف متر مربع وبتكلفة تتجاوز 375 مليون ريال، وهو مشروع عقاري متكامل بطول 15 طابق وسيحوي كافة الخدمات الحديثة، ليكون مجمعًا للأعمال والضيافة والتجزئة في وجهة واحدة، وسط العاصمة السورية دمشق.
- توقع الشركتان إس تي سي، وعلم اتفاقيات لتطوير البنية التحتية الرقمية والتقنية في سوريا.
- توقع شركة بيت الإباء اتفاقية بقيمة مليارية لإقامة مشروع سكني تجاري ضخم في مدينة حمص.
- توقيع مجموعة تداول السعودية اتفاقيات مع الجانب السوري في مجالات البيانات والتمويل والأسواق المالية.
- تأسيس "مجلس أعمال سعودي سوري" برئاسة محمد أبونيان رئيس شركة أكوا باور السعودية لتعزيز التعاون التجاري والاستثماري بين البلدين.